# Entre chiens et loups
Pour les articles homonymes, voir Entre chien et loup.
Entre chiens et loups (titre original : Noughts & Crosses) est un roman de Malorie Blackman. Il s'agit du premier tome de la série constituée de Entre chiens et loups, La Couleur de la haine, Le Choix d'aimer, Le Retour de l'aube et Entre les lignes.
Ce livre, paru en 2001 au Royaume-Uni, est devenu un succès de librairie et a reçu de nombreux prix.
Une édition intégrale des quatre tomes a été éditée par les éditions Milan, collection Macadam.

## Résumé
Les Primas et les Nihils se font la guerre depuis bien longtemps. Les Primas ont la peau noire, contrôlent le pays et ont tous les droits. Les Nihils ont la peau blanche et sont contraints de vivre dans une société totalement dirigée par les Primas.
C'est dans ce monde où les deux races n'ont pas le droit de se mélanger que Callum McGregor et Perséphone (aussi appelé Sephy) Hadley sont nés. Sephy est noire, fille du ministre de l'Intérieur, et Callum est blanc , fils d'ouvrier.
C'est dans la tristesse, la douleur, la trahison, le mensonge et la haine que leur relation va aller de plus en plus loin, jusqu'au jour où un drame les sépare pour toujours.
En plus d'une histoire d'amour, l'auteur réinvente un monde entier (politique, urbanisme, travail, éducation,...) fondé sur une inversion astucieuse de la valeur accordée à la couleur de peau.
Parmi les thèmes du roman figurent le racisme, la ségrégation, l'amour, la haine.

## Personnages

### Famille McGrégor (Nihil)
- Callum McGrégor: personnage principal de l'histoire, meilleur ami de Sephy.
- Lynette "Lynnie" McGrégor: sœur de Callum
- Jude McGrégor: frère de Callum
- Ryan McGrégor: père de Callum
- Meggie McGrégor: mère de Callum

### Famille Hadley (Prima)
- Perséphone Mira Hadley (alias Sephy): personnage principal de l'histoire, meilleure amie de Callum.
- Minerva "Minnie" Hadley: sœur de Sephy
- Jasmine Abeyede-Hadley: mère de Sephy
- Kamal Hadley: père de Sephy, ministre de l'Intérieur.

### Autres personnages
- Kelani Adams: avocate réputée (qui a sauvé le père de Callum)
- Adam Stanhope: avocat Nihil qui coopère avec Kelani Adams
- Sarah Pike: secrétaire personnelle de Mme Jasmine Abeyede-Hadley
- Juno Aylette: secrétaire personnelle de M. Kamal Hadley
- Alex Luther: un pacifiste nihil qui veut l'égalité pour tous
- Harry: Chauffeur de la Famille Hadley
- Karl: Nouveau chauffeur de la Famille Hadley

## Adaptation télévisée
En 2020, une série adaptée du roman est diffusée sur BBC en Grande-Bretagne : voir Noughts + Crosses.